# Joaquim Duran i Bach
Joaquim Duran i Bach va ser un comerciant nascut a Ripoll, Barcelona, el 3 de maig del 1892. Va ser vocal del Comitè Olímpic Espanyol com representant de la Federació Espanyola de Boxa.

## Biografia
El comerciant, va ser fill de Carme Bach i Soler (Vic, 18xx - Vallromanes, 1929) i del metge Joaquim Duran i Trincheria (Ripoll, 1856 - Barcelona, 1911) els quals van tenir sis fills: Manuel (Barcelona, 1886), Joaquim, Josep Maria (Barcelona, 1894-1894), Maria de Loreto (1899), Carles (Barcelona, 1903 - Santiago de Xile, 1962), Carme i Mercè.
El 1939, es va exilià a París, França, degut a la fi de la Guerra Civil. El 14 d'abril de 1942 es va embarcar al Maréchal Lyautey, Marsella de camí a Casablanca, fent escala a Orà. I des de Casablanca a bord del Nyassa va arribar finalment a Veracruz el 22 de maig.
Va residir a Mèxic DF, on el 1943 va poder rebre la nacionalitat mexicana.
Va morir el 9 d'octubre de 1964